# Longevelle-sur-Doubs
Longevelle-sur-Doubs är en kommun i departementet Doubs i regionen Bourgogne-Franche-Comté i östra Frankrike. Kommunen ligger i kantonen L'Isle-sur-le-Doubs som tillhör arrondissementet Montbéliard. År 2022 hade Longevelle-sur-Doubs 653 invånare.

## Befolkningsutveckling
Antalet invånare i kommunen Longevelle-sur-Doubs
Referens:INSEE